# Vidalia tuberculata
Vidalia tuberculata är en tvåvingeart som beskrevs av Hardy 1970. Vidalia tuberculata ingår i släktet Vidalia och familjen borrflugor. Inga underarter finns listade i Catalogue of Life.